# Reinsberg (Saksonia)
Reinsberg − gmina w Niemczech, w kraju związkowym Saksonia, w okręgu administracyjnym Chemnitz, w powiecie Mittelsachsen.

## Historia
Reinsberg powstało w XII wieku w związku z założeniem klasztoru Altzella i odkryciem złóż srebra w pobliżu Freibergu. Już w 1197 roku istniała tu siedziba rodu rycerskiego, a pozostałością dawnych czasów są zamki w Reinsberg i Bieberstein oraz dawne dobra rycerskie. Wieś rozwinęła się wokół zamku, który został zbudowany na trudno dostępnej skarpie nad rzeką Bobritzsch. W XIV wieku Reinsberg przejęła rodzina von Schönberg, która rezydowała tu przez ponad 500 lat. Miejscowość była związana z górnictwem srebra, a rozwój kopalni wspierała budowa sztolni Rothschönberger. Dziś zachowały się nieliczne ślady górnictwa, które są objęte ochroną zabytków. Przez Reinsberg przebiegała niegdyś linia kolejki wąskotorowej, której część tras wykorzystywana jest obecnie jako szlaki turystyczne.